# Ambush 1941 – Spähtrupp in die Hölle
Ambush 1941 – Spähtrupp in die Hölle ist ein finnischer Kriegsfilm aus dem Jahr 1999. Die Literaturverfilmung basiert auf dem von Antti Tuuri veröffentlichten Roman Rukajärven tie und behandelt den Winterkrieg.

## Handlung
Während des Winterkrieges 1941 hat sich die finnische Armee in Stellung gebracht, um zum Gegenangriff zu gehen. Alte Stellungen sollen zurückerobert werden. Für eine Mission nach Karelien wird der Spähtrupp von Leutnant Eero Perkola abkommandiert. Während dieser Mission erfährt er, dass seine Verlobte, die Krankenschwester Kaarina, in einen russischen Hinterhalt geraten ist.

## Hintergrund
Der Film hatte seine Weltpremiere am 17. Januar 1999 und wurde landesweit am 22. Januar 1999 in den Kinos veröffentlicht. Mit über 430.000 Zuschauern war er einer der erfolgreichsten finnischen Filme der 1990er Jahre. Im Fernsehen wurde er in Finnland am Neujahrstag 2001 zum ersten Mal ausgestrahlt und hatte eine Einschaltquote von 1,279 Mio. Zuschauern, bei einer Gesamtbevölkerung von 5,1 Mio. Finnen.
In Deutschland wurde der Film am 22. Februar 2010 auf DVD veröffentlicht.

## Synchronisation
Die deutschsprachige Synchronisation entstand nach einem Dialogbuch und unter der Dialogregie von Jürgen Neu bei EuroArts Entertainment GmbH.
| Rolle                     | Darsteller        | Synchronsprecher          |
| ------------------------- | ----------------- | ------------------------- |
| Eero Perkola              | Peter Franzen     | David Nathan              |
| Lotta Kaarina Vainikainen | Irina Björklund   | Nana Spier                |
| Ahti Heikkinen            | Petri Manninen    | Andreas Hosang            |
| Captain Rautakorpi        | Robert Enckell    | Dirk Müller               |
| Corporal Evert Rönkkö     | Pekka Heikkinen   | Sebastian Christoph Jacob |
| Hämäläinen                | Rauno Juvonen     | Jörg Hengstler            |
| Jussi Lukkari             | Kari Heiskanen    | Tim Moeseritz             |
| Lieutenant Paasivirta     | Ilkka Heiskanen   | Johannes Berenz           |
| Lieutenant Torko          | Jari Nissinen     | Hans Hohlbein             |
| Lotta Sinikka Kauppila    | Maria Järvenhelmi | Natascha Rybakowski       |
| Major Kivikari            | Kai Lehtinen      | Bernd Vollbrecht          |
| Martti Raassina           | Pekka Huotari     | Bernhard Völger           |
| Simo Karppinen            | Tommi Eronen      | Gerrit Schmidt-Foß        |
| Tauno Snicker             | Kari Väänänen     | Bernd Schramm             |
| Unto Saarinen             | Taisto Reimaluoto | Michael Iwannek           |
| Ville Snicker             | Arttu Kapulainen  | Ozan Ünal                 |

## Rezeption

### Auszeichnungen
Bei der Verleihung des finnischen Filmpreises Jussi erhielt der Film zehn Nominierungen und wurde dabei mit 7 Auszeichnungen bedacht, darunter Bester Film, Beste Regie, Beste Kamera und Beste Musik.

### Kritik
Der Filmdienst urteilte: „Engagierte Episode aus dem ‚vergessenen Winterkrieg‘ zwischen Russland und Finnland, die mit Genremitteln auf einem durchaus hohen Niveau unterhält.“
In der Los Angeles Times meinte Kevin Thomas zu dem Film, dass er „berührend und völlig zugänglich, aber ebenso konventionell wie gut gemacht“ sei.